# أين (البسيط)
بلدية عَينة أو (نقحرة: أين) (بالإسبانية: Aýna) هي بلدية تقع في مقاطعة البسيط التابعة لمنطقة قشتالة والمنشف وسط إسبانيا.

## الديموغرافيا
بلغ عدد سكان بلدية عينة 806 نسمة عام 2011 (وفقاً للمعهد الوطني الإسباني للإحصاء).
| 1.086 | 1.007 | 905 | 913 | 890 | 827 | 806 |